# جايسون جونز (لاعب كرة قدم أمريكية)
جايسون جونز (بالإنجليزية: Jason Jones)‏ هو لاعب كرة قدم أمريكية أمريكي، ولد في 23 مايو 1986 في ديترويت في الولايات المتحدة.

## وصلات خارجية
- جايسون جونز على موقع مرجع كرة القدم المحترفة.كوم (الإنجليزية)